# Pêra (Silves)
Pêra é uma vila portuguesa que foi sede da extinta Freguesia de Pêra do Município de Silves, freguesia que tinha 20,26 km² de área e 2 432 habitantes (2011), donde uma densidade populacional de 120 hab/km².
A Freguesia de Pêra foi extinta e agregada à freguesia de Alcantarilha, formando então a União das freguesias de Alcantarilha e Pêra.
A povoação de Pêra foi elevada à categoria de vila em 12 de Julho de 2001.

## População

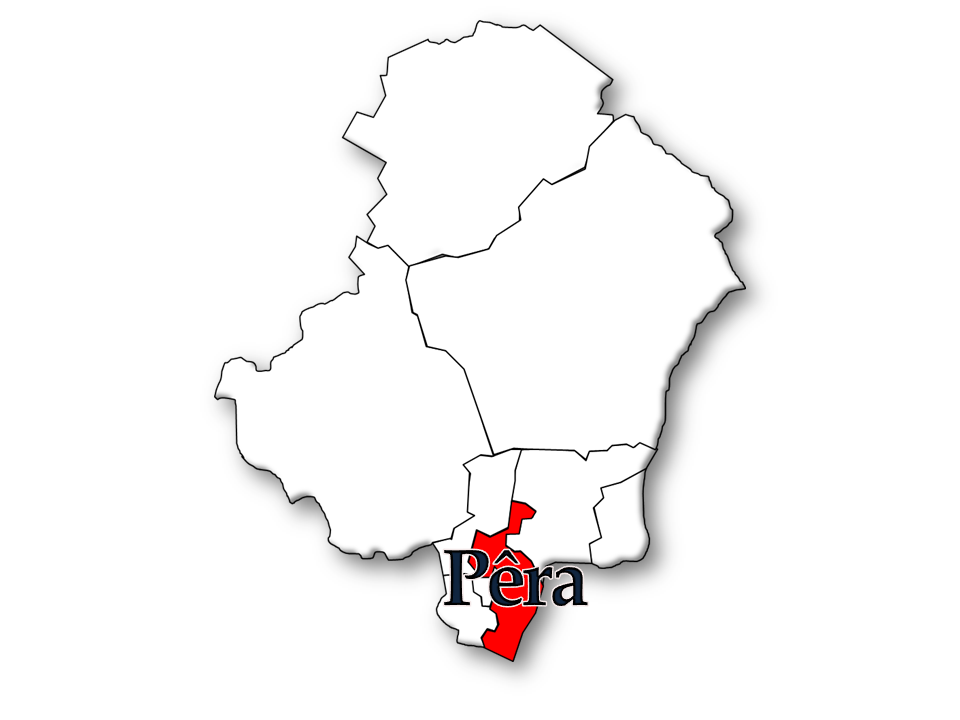
Localização da Freguesia de Pêra no Município de Silves

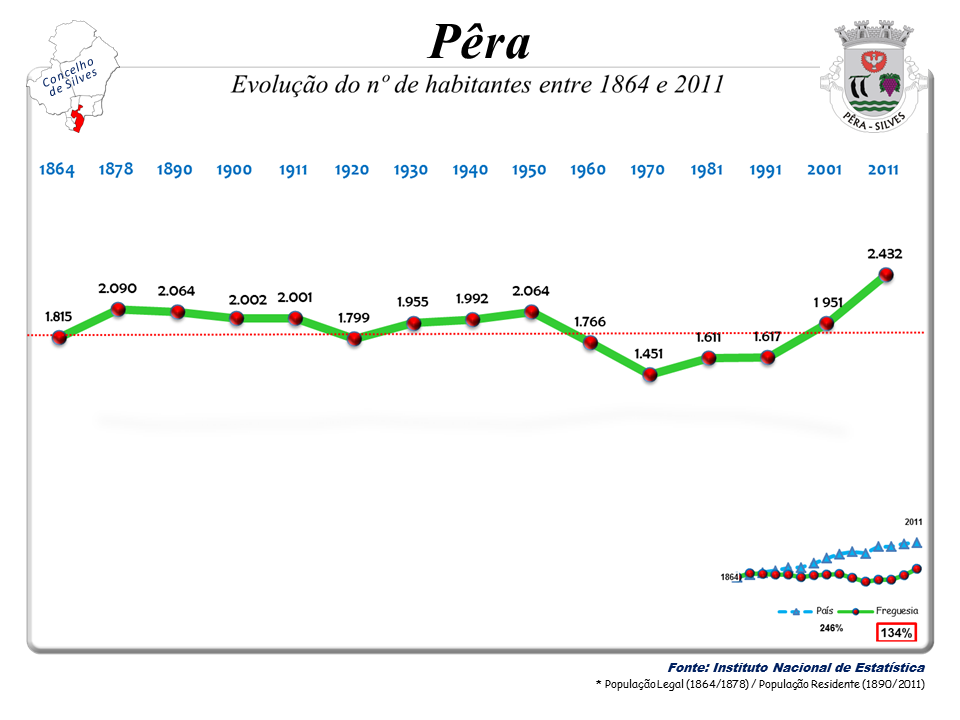
Evolução da População 1864 / 2011

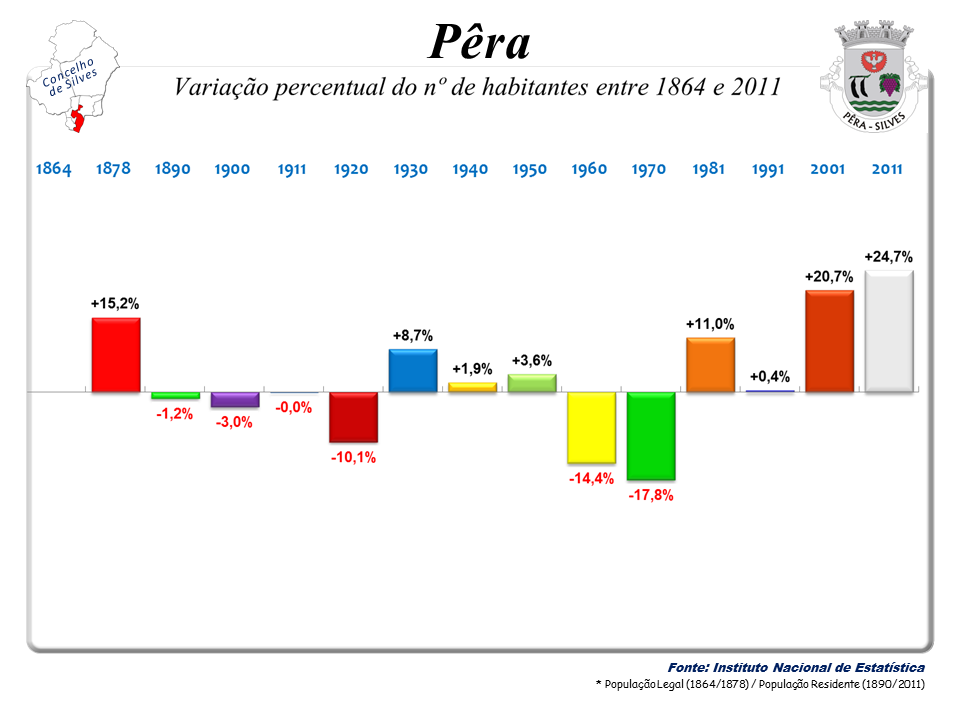
Variação da População 1864 / 2011

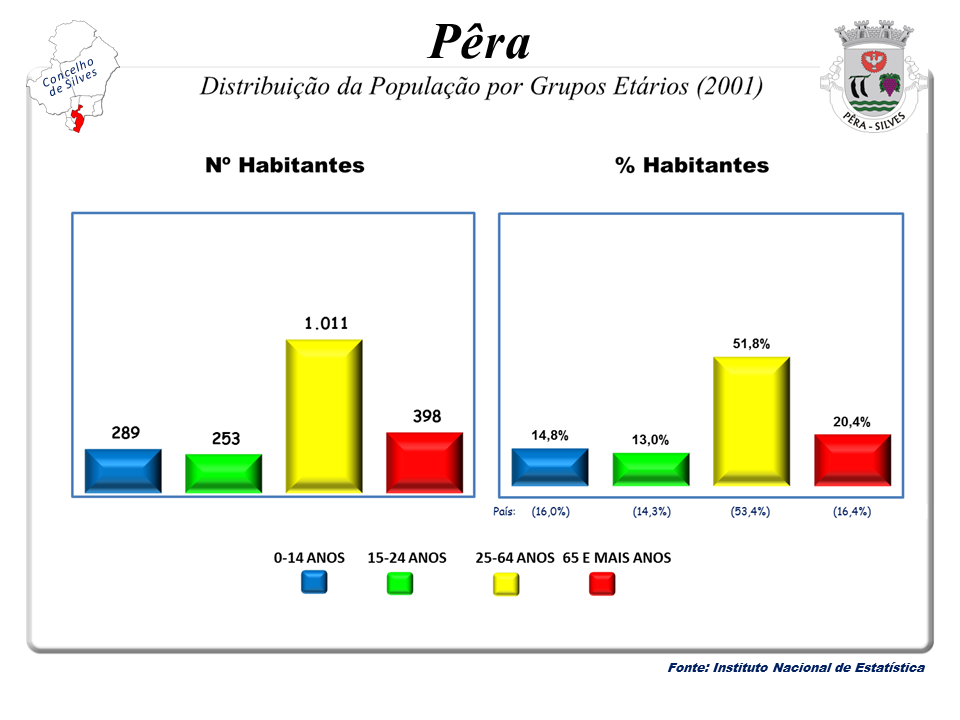
A População em 2001

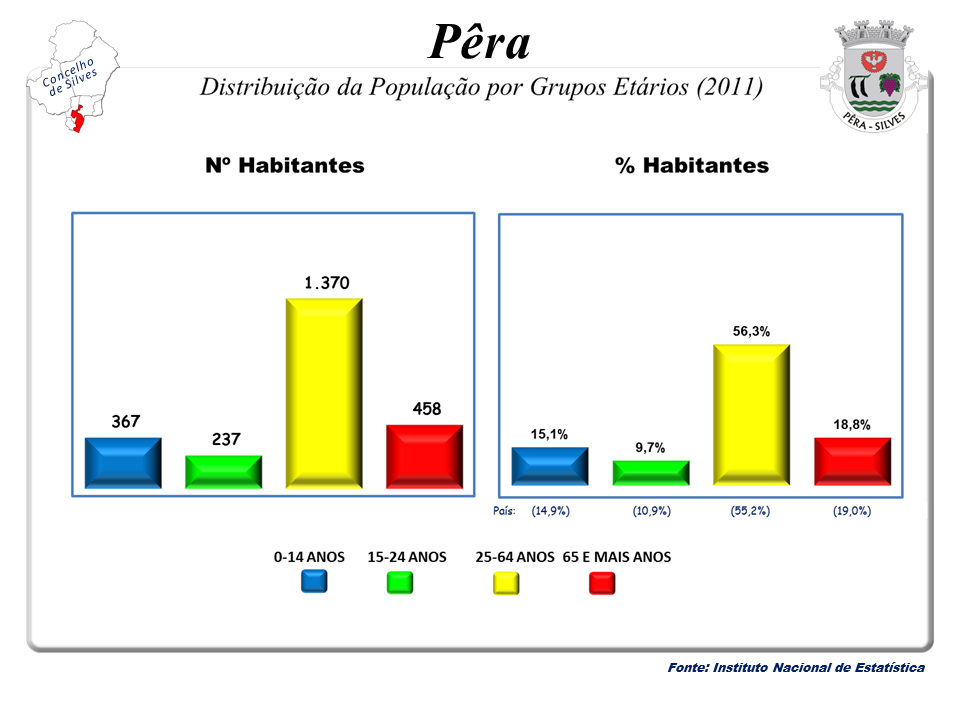
A População em 2011

| População da freguesia de Pêra | População da freguesia de Pêra | População da freguesia de Pêra | População da freguesia de Pêra | População da freguesia de Pêra | População da freguesia de Pêra | População da freguesia de Pêra | População da freguesia de Pêra | População da freguesia de Pêra | População da freguesia de Pêra | População da freguesia de Pêra | População da freguesia de Pêra | População da freguesia de Pêra | População da freguesia de Pêra | População da freguesia de Pêra |
| ------------------------------ | ------------------------------ | ------------------------------ | ------------------------------ | ------------------------------ | ------------------------------ | ------------------------------ | ------------------------------ | ------------------------------ | ------------------------------ | ------------------------------ | ------------------------------ | ------------------------------ | ------------------------------ | ------------------------------ |
| 1864                           | 1878                           | 1890                           | 1900                           | 1911                           | 1920                           | 1930                           | 1940                           | 1950                           | 1960                           | 1970                           | 1981                           | 1991                           | 2001                           | 2011                           |
| 1 815                          | 2 090                          | 2 064                          | 2 002                          | 2 001                          | 1 799                          | 1 955                          | 1 992                          | 2 064                          | 1 766                          | 1 451                          | 1 611                          | 1 617                          | 1 951                          | 2 432                          |

## Património
- Igreja de São Francisco de Pêra